# لیدز، کنت
لیدز (به انگلیسی: Leeds) یک روستا و محله مدنی در بریتانیا است که در Maidstone واقع شده‌است. لیدز ۲٬۵۰۰ نفر جمعیت دارد.